# Johann Jakob Samhammer
Johann Jakob Samhammer, auch Samhaimer oder Samhamer, (* 3. März 1685 in Hanau; † 12. April 1745 in Frankfurt am Main) war ein deutscher Architekt. 1727 bis 1745 war er Stadtbaumeister in Frankfurt am Main.

## Leben und Werk
Über Herkunft und Ausbildung Samhammers ist wenig bekannt. Zwischen 1713 und 1722 stand er im Dienst des Joachim Sigismund von Ziegler und Klipphausen und war mit der Herstellung von Werkzeichnungen und Modellen für den Neubau des Stifts Joachimstein in Radmeritz betraut. In dieser Zeit wohnte Samhammer in Dresden. Im November 1727 nahm ihn der Frankfurter Rat in den Dienst als Stadtbaumeister. Zu seinen Aufgaben gehörte die Inspektion der Zivilgebäude und der Frankfurter Stadtbefestigung, die erforderlichen Neubauten auszuführen, die vom Rat beauftragten Handwerker und die eingesetzten Baumaterialien zu beaufsichtigen und den Rat in Baustreitigkeiten zu beraten. Überdies war er an den Maßnahmen zur Brandbekämpfung beteiligt.
Neben seinem Hauptwerk, der 1729/30 errichteten Hauptwache, war er an zahlreichen anderen Bauprojekten beteiligt, darunter der barocken Fassadenrenovierung des Hauses Zum Goldenen Schwan am Römer, am Umbau des Städtischen Gymnasiums im ehemaligen Barfüßerkloster und am Bau eines Wirtschaftshofes für den Allgemeinen Almosenkasten im zu Frankfurt gehörenden Dorf Dortelweil. 1742 ließ er die Bauten zur Krönungsfeierlichkeit für Kaiser Karl VII. errichten.
Seine Entwürfe für den Neubau der Kaisertreppe im Römer 1740 sowie für die Wiederherstellung der 1739 eingestürzten Mainbrücke von 1741 blieben unausgeführt.
Ein gleichnamiger Sohn (1728–1787) war bis 1773 Hofmaler in Saarbrücken.